# بهارستان (جم)
بهارستان هي مدينة في مقاطعة جم، إيران. عدد سكان هذه المدينة هو 3,125 في سنة 2006.